# Pic Vogelsang
Pour les articles homonymes, voir Vogelsang.
Le pic Vogelsang (en anglais : Vogelsang Peak) est un sommet de la Sierra Nevada, aux États-Unis. Il culmine à 3 505 mètres d'altitude dans le comté de Mariposa, en Californie. Il est protégé par la Yosemite Wilderness, au sein du parc national de Yosemite.